# Defender II (зенитный ракетно-пушечный комплекс)
«Дифендер-2» (англ. Defender II) — американский опытный всепогодный зенитный ракетно-пушечный комплекс в виде боевого модуля на самоходном носителе, разработанный компанией «Дженерал электрик» на основе исходной модели одноименного комплекса. Располагаемое ракетно-артиллерийское вооружение предполагало следующий способ боевого применения: создание эшелонированной системы огня в обороне по воздушным целям на расстоянии досягаемости ракет «Стингер» с последующим артиллерийским обстрелом целей, которым удастся преодолеть первый эшелон обороны, с пуском ракет вдогон в том случае, если целям удастся покинуть зону поражения ствольного вооружения. Несмотря на продемонстрированные высокие огневые качества, «Дифендер-2» был отвергнут армейским командованием в пользу самоходного зенитного ракетного комплекса «Авенджер».

## История
Разработка комплекса началась в инициативном порядке в первой половине 1980-х гг., после того как для инсайдеров военно-промышленного комплекса США стали очевидными предпосылки к отказу высшего руководства Министерства армии США от закупок зенитных самоходных установок M247 DIVAD («Сержант Йорк»). Вскоре после окончательной отмены закупок ЗСУ «Сержант Йорк», 30 ноября 1985 года Министр обороны США Каспар Уайнбергер отдал распоряжение армейскому командованию сформулировать требования к перспективному образцу зенитного вооружения для подходящей замены отменённого проекта. Вскоре была инициирована программа по разработке самоходного зенитно-ракетного комплекса малой дальности (Line-of-Sight-Rear, сокр. LOS-R; иначе называемая DIVAD Replacement), которую в следующем году сменила программа создания вращающегося зенитного ракетного модуля (Pedestal-Mounted Stinger, сокр. PMS). Программа велась на конкурсной основе, свои проекты на рассмотрение армейского жюри конкурса представили крупные производители военной техники, всего было представлено около десяти американских и шести иностранных образцов вооружения. И хотя образец «Дженерал электрик» превосходил конкурирующие образцы по целому ряду параметров, строгие транспортно-логистические требования, предъявляемые заказчиком к массе комплекса, которая бы позволяла свободную перевозку его по воздуху как на борту военно-транспортных самолётов, так и на внешней подвеске многоцелевых вертолётов, не позволили ему пройти в финал и проект в итоге был закрыт. В первой половине 1986 года «Дженерал электрик» присоединилась к компании «Боинг» в работе над проектом «Авенджер», который в итоге победил.
Первое и последнее выкатывание машины состоялось уже после фактического сворачивания программы работ, 14—16 октября 1985 года в павильоне вашингтонского отеля «Шератон» среди различных перспективных образцов 182 компаний-производителей на выставке вооружения и военной техники AUSA ’85, организованной Ассоциацией армии США. Тогда же было озвучено, что комплекс в таком виде является претендентом на роль лёгкой системы противовоздушной обороны (Lightweight Air Defence System, сокр. LADS) для перевооружения ею армейских зенитных артиллерийских частей, однако и в этом сегменте данному образцу техники закрепиться не удалось.

## Задействованные структуры
В изготовлении опытных прототипов комплекса были задействованы следующие коммерческие структуры:
- Комплекс в целом — General Electric, Armament Division, Берлингтон, Вермонт;
- Шасси — LTV Corporation, American Motors General, Саут-Бенд, Индиана.

## Устройство
Боевой модуль представляет собой вращающуюся платформу с контейнером на четыре зенитные управляемые ракеты («Стингер») слева, 25-мм спаренную зенитную автоматическую пушку (GE 225) в центральной части, и систему управления огнём с блоком оптико-электронных прицельных приспособлений справа. Платформа была оснащена механизмом гироскопической стабилизации, что обеспечивало устойчивость при обстреле целей с ходу. СУО включала в себя пассивную инфракрасную станцию обнаружения и сопровождения (IRST) для обеспечения возможности обнаружения и обстрела целей в любую погоду, при любых условиях видимости, лазерный дальномер для точного определения расстояния до цели и цифровой компьютер для обработки вводных параметров тактической и воздушной обстановки, расчёта упреждения, поправок на ветер и т. д. Экипаж размещался в кабине машины.

## Подвижность
В качестве средства обеспечения подвижности комплекса тактико-техническое задание предусматривало использование машины повышенной проходимости с колёсной формулой 4 × 4 (в «Дженерал электрик» сделали выбор в пользу шасси M998 «Хамви»).

## Вооружение
Пушка представляет собой двуствольное оружие системы Гаста с автоматикой на основе отвода пороховых газов и электропитанием от электромотора, благодаря мощности используемого боеприпаса одинаково подходит для обстрела воздушных и наземных или надводных целей. Совместимость его со стандартной автоматической пушкой армейской бронетехники «Бушмастер», снимает проблему обеспечения боеприпасами как в армейских частях, так и в частях морской пехоты. Испытания пушки показали, что продуцируемая ею отдача при стрельбе не влияет на стабильность текущего положения машины. СУО работает в режиме автосопровождения цели, от оператора требуется лишь нажатие на гашетку для ведения огня.

## Тактико-технические характеристики
Источники информации :
Комплекс
- Экипаж — двое, оператор и водитель
- Полная боевая масса комплекса (не заправленного) — 3535 кг
- Масса модуля (с полным боекомплектом) — 1135 кг
- Время готовности комплекса к обстрелу цели — 9 сек
- Канальность по цели (отслеживание) — до 30 воздушных целей одновременно

Зенитная управляемая ракета
- Тип боевой части — осколочно-фугасная с кольцевым разлётом поражающих элементов

Зенитная пушка
- Масса тела пушки — 81,65 кг
- Темп стрельбы — до 2 тыс. выстр./мин.
- Безотказный настрел (расчётный) — до 10 тыс. выстр.
- Регламентное обслуживание пушки — через каждые 5 тыс. выстр.
- Эффективная дальность стрельбы (наклонная) — 2970 м
- Калибр и длина используемого боеприпаса — 25 × 137 мм
- Номенклатура используемых боеприпасов — бронебойный подкалиберный трассирующий снаряд M791 APDS-T, осколочно-фугасный калиберный трассирующий снаряд M792 HEI-T, инертный калиберный трассирующий снаряд M793 TP-T
- Начальная скорость снаряда — 1100 м/сек
- Масса бронебойного снаряда — 453 г
- Масса поражающего элемента — 185 г
- Взрывчатое вещество — PBXN-5, смесь октогена (95 %) и фторкаучука (5 %) с алюминиевой пудрой
- Тип взрывчатого вещества — пластичное
- Масса взрывчатого вещества — 30 г